# Richard William Smith
Richard William Smith (Halifax, 28 de abril de 1959) es un religioso católico, profesor y teólogo canadiense. Es el arzobispo de Edmonton, desde mayo de 2007.

## Biografía
Nació en el año 1959, en la ciudad de Halifax (Nueva Escocia). Allí estudió en la "Saint Mary's University" y en el "Atlantic School of Theology".
Se trasladó a Italia para ampliar sus estudios en la Pontificia Universidad Gregoriana de Roma, donde obtuvo una Licenciatura en 1993 y en 1998 se convirtió en doctor de Teología Sagrada.

### Sacerdocio
Fue ordenado sacerdote el día 23 de mayo de 1987.
Ejerció diversos cargos dentro de la Arquidiócesis de Halifax, como vicario general y responsable de la pastoral de las zonas francófonas. También fue profesor de Teología en el "St. Peter's Seminary" de London (Ontario) y sirvió como pastor en tres localidades de la provincia.

## Episcopado

### Obispo de Pembroke
El 27 de abril de 2002, el papa Juan Pablo II lo nombró obispo de Pembroke. Fue consagrado el 18 de junio del mismo año, a manos del arzobispo Marcel André J. Gervais.
Además de su escudo, escogió como lema la frase: "Fiat Voluntas Tua" (en latín)- "Hágase Tu Voluntad" (en castellano).

### Arzobispo de Edmonton
El 22 de marzo de 2007, el papa Benedicto XVI, lo nombró arzobispo de Edmonton. Tomó posesión canónica el 1 de mayo del mismo año.
También en la Conferencia de los Obispos Católicos de Canadá ha sido miembro de la Comisión del Sector Inglés para la Educación Cristiana, la cual hoy en día preside y también es consejero espiritual nacional de la Liga de Mujeres Católicas de Canadá y presidente Asamblea de Obispos Católicos de Ontario.
Cabe destacar que ha sido miembro participante de la XIV Asamblea General Ordinaria del sínodo de obispos, que fue presidida por el papa Francisco y que se celebró entre los días 4 y 25 de octubre de 2015 en la Ciudad del Vaticano.